# Mistrovství Evropy v ledním hokeji 1910

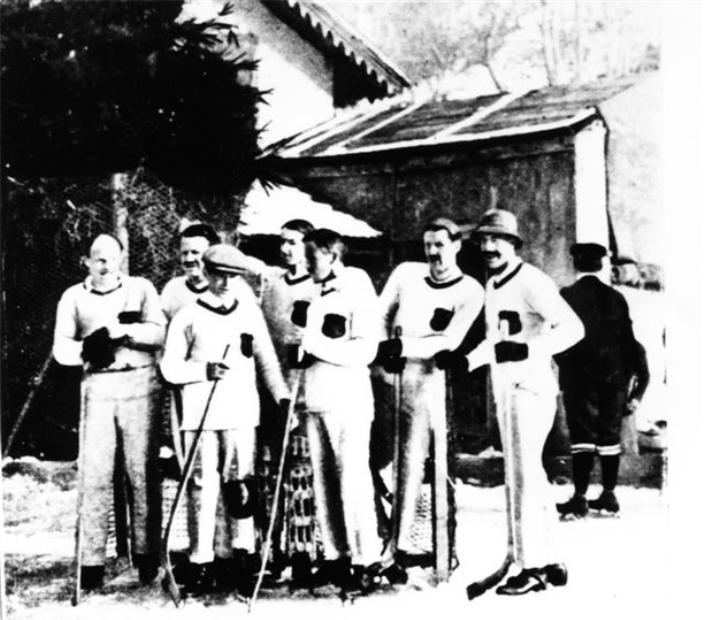
První mistři Evropy - hokejový tým Británie.

Mistrovství Evropy v ledním hokeji 1910 se konalo od 10. do 12. ledna v Les Avants ve Švýcarsku. Jednalo se o první mistrovství Evropy pořádané pro národní hokejová mužstva, která již tehdy byla členy Mezinárodní hokejové federace. Turnaje se zúčastnila čtyři mužstva, která se utkala systémem každý s každým. Titul získala bez porážky Velká Británie. Hrací doba byla 2x20 minut hrubého času.
Na kongresu LIHG před mistrovstvím Evropy se svedla bitva o herní plán. Němci a Francouzi chtěli vyřazovací turnaj. Britové, Švýcaři, Belgičané a Češi - loajálním prostřednictvím Magnuse, který sám zastával jiný názor - hru každého s každým. Byla prosazena druhá varianta, ne pro větší počet hlasů, nýbrž podle rozhodnutí, že systém turnaje určí pořadatel.
Kongres zvažoval i možnost hrát mistrovství světa, v němž by Oxford Canadians reprezentoval Kanadu. Sešlo, ale z toho a Oxford se zúčastnil mimo soutěž. Vítězní Britové s nimi doma prohráli, a v Les Avants se jim raději vyhnuli. Oxford porazil Němce 4:0, Belgičany 6:0 a Švýcary 8:1.

## Výsledky a tabulka
|    |                | GBR | GER | BEL | SUI | V | R | P | Skóre | B |
| 1. | Velká Británie | *** | 1:0 | 1:1 | 5:1 | 2 | 1 | 0 | 7:2   | 5 |
| 2. | Německo        | 0:1 | *** | 5:3 | 9:1 | 2 | 0 | 1 | 14:5  | 4 |
| 3. | Belgie         | 1:1 | 3:5 | *** | 1:0 | 1 | 1 | 1 | 5:6   | 3 |
| 4. | Švýcarsko      | 1:5 | 1:9 | 0:1 | *** | 0 | 0 | 3 | 2:15  | 0 |

 Velká Británie -  Belgie	1:1
10. ledna 1910 – Les Avants (Patinoire du Grand-Hôtel)

Branky: Harold Duden – Freddy Charlier.
Velká Británie: Thomas Sopwith - Peter Patton, Bevan Cox - Harold Duden - Sydney Cox, Hugo Stonor, Robert Le Cron.
Belgie: Jean Grimard - Louis de Smeth, Fernand de Smeth - Freddy Charlier - Maurice Deprez, Etiénne Coupez, Paul Loicq - Fernand de Blommaert.

 Německo -  Švýcarsko 9:1
10. ledna 1910 – Les Avants (Patinoire du Grand-Hôtel)

Branky: Werner Glimm 3, Charles Hartley 2, Hans Jakemann 2, Bruno Grauel, Franz Lange – Max Sillig.
Německo: Willi Bliesener - DAlfred Steinke, Bruno Grauel – Charles Hartley - Harry Jakeman, Franz Lange-, Werner Glimm.
Švýcarsko: Stebbins – Louis Dufour, Donald Unger – Max Sillig - Bernard Bossi, Oscar Payot, Charles Bardé.

 Velká Británie -  Německo 1:0 (0:0, 1:0)
11. ledna 1910 – Les Avants (Patinoire du Grand-Hôtel)

Branky: Albert Macklin.
Velká BritánieThomas Sopwith - Peter Patton, Bevan Cox - Harold Duden - Hugo Stonor, Robert Le Cron, Albert Macklin - Sydney Cox.
Německo: Willi Bliesener - Alfred Steinke, Bruno Grauel – Charles Hartley - Harry Jakeman, Franz Lange, Werner Glimm.

 Švýcarsko -  Belgie  0:1
11. ledna 1910 – Les Avants (Patinoire du Grand-Hôtel)

Branky: Maurice Deprez.
Švýcarsko: Stebbins – Louis Dufour, Oscar Auckenthaler – Donald Unger - Max Sillig, Bernard Bossi, Charles Bardé.
Belgie: Jean Grimard - Louis de Smeth, Fernand de Smeth - Freddy Charlier - Maurice Deprez, Etiénne Coupez, Paul Loicq - Fernand de Blommaert.

 Německo -  Belgie 5:3
12. ledna 1910 – Les Avants (Patinoire du Grand-Hôtel)

Branky: Alfred Steinke 2, Werner Glimm, Hans Jakemann, Franz Lange – Etiénne Coupez, Fernand de Blommaert, Maurice Deprez
Německo: Willi Bliesener - Alfred Steinke, Bruno Grauel – Charles Hartley - Harry Jakeman, Franz Lange, Werner Glimm.
Belgie: Jean Grimard - Louis de Smeth, Fernand de Smeth - Freddy Charlier - Maurice Deprez, Etiénne Coupez, Paul Loicq - Fernand de Blommaert.

 Švýcarsko -  Velká Británie  1:5 (1:0, 0:5)
12. ledna 1910 – Les Avants (Patinoire du Grand-Hôtel)

Branky: Albert Macklin 2, Robert Le Cron, Harold Duden, Hugo Stonor – Max Sillig.
Švýcarsko: Stebbins – Louis Dufour, Oscar Auckenthaler – Oscar Payot - Max Sillig, Bernard Bossi, Charles Bardé.
Velká Británie: Thomas Sopwith - Peter Patton, Bevan Cox - Harold Duden - Hugo Stonor, Robert Le Cron, Albert Macklin - Sydney Cox.

## Zápasy mimo soutěž
Švýcarsko -  Oxford Canadians 1:8
10. ledna 1910 - Les Avants (Patinoire du Grand-Hôtel)

Branky: Alfred Mégroz? - ???
Švýcarsko:  Stebbins –  Louis Dufour, Donald Unger – Max Sillig - Bernard Bossi, Oscar Payot, Charles Bardé - Alfred Mégroz?.
Oxford Canadians: Arthur Yates – Gustave Lânctot, Rupert Rive – Roy Leitch - Ernest Munro, John Higgins, Howard Henry - Raymond Gillis, Joseph Daly.

 Oxford Canadians -  Belgie 6:0 
11. ledna 1910 - Les Avants (Patinoire du Grand-Hôtel)

Branky: ???
Oxford Canadians:  Arthur Yates – Gustave Lânctot, Rupert Rive – Roy Leitch - Ernest Munro, John Higgins, Howard Henry - Raymond Gillis, Joseph Daly.
Belgie: Jean Grimard - Louis de Smeth, Fernand de Smeth - Freddy Charlier - Maurice Deprez, Etiénne Coupez, Paul Loicq - Fernand de Blommaert.

 Oxford Canadians -  Německo 4:0 
12. ledna 1910 - Les Avants (Patinoire du Grand-Hôtel)

Branky: ???
Oxford Canadians: Arthur Yates – Gustave Lânctot, Rupert Rive – Roy Leitch - Ernest Munro, John Higgins, Howard Henry - Raymond Gillis, Joseph Daly.
Německo: Willi Bliesener - Alfred Steinke, Bruno Grauel – Charles Hartley - Hans Jakemann, Franz Lange, Werner Glimm.

## Soupisky
1.  Velká Británie

Brankář: Thomas Sopwith.

Obránci: Peter Patton, Bevan Cox.

Záložník: Harold Duden.

Útočníci: Robert Le Cron, Sydney Cox, Hugo Stonor, Albert Macklin.
2.  Německo

Brankář: Willi Bliesener.

Obránci: Alfred Steinke, Bruno Grauel, Carl Lüdecke (nehrál), Robert Müller (nehrál), Günther Dreyer (nehrál).

Záložník: Charles Hartley.

Útočníci: Harry Jakeman, Franz Lange, Werner Glimm, Emil Jacob (nehrál), Günther Kütscher (nehrál). 
3.  Belgie

Brankář: Jean Grimard.

Obránci: Louis de Smeth, Fernand de Smeth, H.Taylor (nehrál).

Záložník: Freddy Charlier.

Útočníci: Maurice Deprez, Etiénne Coupez, Paul Loicq, Fernand de Blommaert, Henri Daniëls (nehrál).
4.  Švýcarsko

Brankář: H. Stebbins.

Obránci: Louis Dufour, Oscar Auckenthaler.

Záložník: Donald Unger.

Útočníci: Max Sillig, Bernard Bossi, Charles Bardé, Oscar Payot.
  Oxford Canadians

Brankář: Arthur Yates.

Obránci: Gustave Lânctot, Rupert Rive.

Záložník: Roy Leitch

Útočníci: Ernest Munro, John Higgins, Howard Henry, Raymond Gillis, Joseph Daly.